# Jockel Tschiersch
Jockel Tschiersch (* 24. Juli 1957 in Weiler-Simmerberg; eigentlich Joachim Tschiersch) ist ein deutscher Schauspieler und Kabarettist.

## Leben
Während seiner ersten Semester als Journalistikstudent und Mitglied der 17. Lehrredaktion der Deutschen Journalistenschule trat er ab 1978 auf verschiedenen Münchner Kleinkunstbühnen auf (u. a. Musikalisches Unterholz/MUH, Liederbühne Robinson). Sein Repertoire reichte von dadaistisch inspirierten Nonsensliedern bis zu kabarettistischen Parodien auf Politiker. Neben seinem eigenen Westallgäuerischen Dialekt spielte Tschiersch auch andere Mundarten.
Während eines Hörfunkpraktikums beim Bayerischen Rundfunk erkannte er, dass der öffentlich-rechtliche Rundfunk für ihn keinen erstrebenswerten Arbeitsplatz bietet. Er brach sein Studium an der DJS ab und entschloss sich, sein Hobby zum Beruf zu machen.
Tschierschs Karriere als Kabarettist und Schauspieler ist eng mit seinem Kollegen Ottfried Fischer verbunden: Zusammen nahmen die beiden 1981 privaten Schauspielunterricht. Gemeinsam traten sie bis 1987 im Münchner Hinterhoftheater auf. Ihr Programm von 1984 Mit Gewalt komisch wurde mehrfach ausgezeichnet. Darüber hinaus trat Jockel Tschiersch im Jahr 2009 am Arosa Humor-Festival auf.
Bekannt wurde Tschiersch durch die Krimiserie Doppelter Einsatz, wo er von 1994 bis 2007 den Karl-Heinz Dilba spielt. Er wirkte in über 90 Fernsehproduktionen mit, darunter die Serien Rosa Roth (ZDF), München 7 (BR) oder den Kluftinger-Verfilmungen.
Gastauftritte hatte er in zahlreichen Sendungen.
Er schreibt auch Romane.
Jockel Tschiersch lebt mit seiner Familie in Berlin und Zernsdorf.

## Filmografie (Auswahl)
- 1985: Blam!
- 1985: Daheim sterben die Leut’
- 1988: Schloß Königswald
- 1988: Die Senkrechtstarter
- 1991: Manta Manta
- 1994–2007: Doppelter Einsatz
- 1994–2008: Rosa Roth (Fernsehreihe) → siehe Episodenliste
- 1996: Löwenzahn – Folge 121: Peters Höhenflug
- 1997: Null Risiko und reich
- 1997: Tatort: Bienzle und der tiefe Sturz
- 1998: Medicopter 117 – Jedes Leben zählt – Flug in die Hölle
- 2000: Die Rettungsflieger – Nachwuchs im Team
- 2000–2005: Alarm für Cobra 11 – Die Autobahnpolizei (Auf der Flucht/Feindliche Übernahme) (Fernsehserie, 2 Folgen)
- 2001: Der Bulle von Tölz: Bullenkur
- 2002: Tatort: Totentanz
- 2003: Dienstreise – Was für eine Nacht
- 2003: Das Wunder von Lengede
- 2003: Mädchen Nr. 1
- 2003: Tatort: Die Liebe und ihr Preis
- 2003–2016: München 7
- 2004: Gastrolle in Autobahnraser
- 2004: Schöne Witwen küssen besser
- 2006: Tollpension
- 2006: Allein unter Bauern
- 2008: Eschede Zug 884, Regie: Raymond Ley: Dokumentarfilm mit Spielszenen
- 2008: Mord mit Aussicht – Waldeslust
- 2008–2011: Der Kaiser von Schexing, Regie: Franz Xaver Bogner
- 2009: Erntedank. Ein Allgäukrimi
- 2009: Barfuß bis zum Hals
- 2009: In aller Freundschaft – Folge 441: Herzklopfen
- 2010: Lotta & die alten Eisen
- 2011: Pfarrer Braun, Folge: Altes Geld, junges Blut
- 2011: Der letzte Bulle (Fernsehserie, Folge: Ich sehe was, was Du nicht siehst)
- 2011: Grimmsberg (Sprechrolle)
- 2011: Großstadtrevier (Fernsehserie, S25F5 Klassentreffen)
- 2012: Milchgeld. Ein Kluftingerkrimi
- 2012: Die Rosenheim-Cops – Die letzte Sitzung
- 2012: Notruf Hafenkante – Schuss ins Herz
- 2012: Lotta & die großen Erwartungen
- 2012–2013: Heiter bis tödlich: Fuchs und Gans
- 2013: Seegrund. Ein Kluftingerkrimi
- 2013: Morden im Norden – Ein Fall mit Überlänge
- 2013: München Mord: Wir sind die Neuen
- 2014: Die Frau aus dem Moor
- 2015: Schwarzach 23 und die Hand des Todes
- 2015: Mordkommission Berlin 1
- 2016: Schutzpatron. Ein Kluftingerkrimi
- 2016: Schwarzach 23 und die Jagd nach dem Mordsfinger
- 2017: In aller Freundschaft – Folge 761: Eine Frage der Perspektive
- 2017: Hindafing (Fernsehserie)
- 2017: Ein starkes Team – Gestorben wird immer
- 2018: Schwarzach 23 und der Schädel des Saatans
- 2018: Grüner wird’s nicht, sagte der Gärtner und flog davon
- 2018: Labaule & Erben
- 2019: Schwarzach 23 und das mörderische Ich
- 2020: Der Alte – Chancenlos

## Hörspiele
- 2014: Tom Peukert Autsystem (Schubert) – Regie: Nikolai von Koslowski (Radio-Tatort – RBB)

## Solo-Kabarettprogramme
- Aphroditeprojekt
- Der Frischsafter
- Peitsche, Petting und Ekstase
- Null Drama
- 80 Tage nackte Panik
- Gratsch oder: ich mach’ Euch das Arschloch!
- Pubertät mit 50 – Stand-up-Kabarett. 2010

## Schriften u. Tonträger
- Sag mir wo die Blumen sind. Roman. Laurence Verl. Volk und Welt, Berlin 1993.
- Gratsch oder: Ich mach euch das Arschloch. Tonträger. WortArt Köln 2005; auch Droemer Knaur, München 2003.
- Wer nicht vögeln will, muss fliegen! Tonträger. Hoerbuched. Words & Music, Berlin 2011; auch Eichborn, Frankfurt a. M. 2009.
- Rita und die Zärtlichkeit der Planierraupe. E-Books Random House GmbH, München 2012; auch Goldmann, München 2012.
- Grüner wird’s nicht, sagte der Gärtner und flog davon. Roman. Goldmann, München 2018, ISBN 978-3-442-48473-7.

## Auszeichnungen
- 1985: Salzburger Stier (gemeinsam mit Ottfried Fischer)
- 1986: Deutscher Kleinkunstpreis (gemeinsam mit Ottfried Fischer)